# 庫皮區
庫皮區（西班牙語：Distrito de Cupi），是秘魯的一個區，位於該國東南部普諾大區的梅爾加省，面積214.25平方公里，海拔高度3,953米，2005年人口2,516，人口密度每平方公里12人。